# Гобади, Бахман
Бахман Гобади (перс. بهمن قبادی‎; род. 1 февраля 1969 года, Бане, Иран) — иранский кинорежиссер курдского происхождения.

## Биография
Родился в 1969 году в иранской провинции Курдистан. В 1997 году окончил Иранский колледж вещания, получив степень бакалавра.
Первой его работой стал короткометражный фильм «Life In Fog», снятый в 1999 году. В 2000 году Гобади основал в Иране собственную кинокомпанию «Mij Film», специализируясь на производстве фильмов об этнических группах, проживающих в Иране. В том же году снял полнометражный фильм «A Time for Drunken Horses» («Время пьяных лошадей»), получивший премию «Золотая камера» Каннского фестиваля. Второй его значительной работой стала картина «Marooned in Iraq», снятая в 2000 году и получившая золотую медаль Чикагского международного кинофестиваля. В 2004 году режиссёр снял свой третий фильм — «Turtles Can Fly» («И черепахи могут летать»), удостоенный призов Берлинского и Сан-Себастьянского кинофестивалей.
Снятый в 2007 году фильм «Полумесяц» также удостоен призов и медалей многочисленных кинофестивалей.
Последняя работа кинорежиссера, «No One Knows About Persian Cats», снятая в 2009 году, также была отмечена Специальным призом жюри Каннского кинофестиваля.
Гобади считается представителем «новой волны иранского кинематографа».
Супруга Гобади, американо-иранская журналистка Роксана Сабери, была арестована в Иране в феврале 2009 года по обвинению в покупке спиртного, в осуществлении журналистской деятельности без аккредитации и осуждена на два года условно.